# Knjižnica Kočevje
Knjižnica Kočevje je osrednja splošna knjižnica s sedežem na Trgu zbora odposlancev 26 (Kočevje).